# ريان لوكاس
ريان لوكاس (بالإنجليزية: Ryan Lucas)‏ (31 أغسطس 1977 ببريدج تاون في باربادوس - ) هو لاعب كرة قدم أيرلندي في مركز الهجوم. شارك مع منتخب باربادوس لكرة القدم. أما مع النوادي، فقد لعب مع Toronto Lynx ‏ ونادي غالواي ‏ وBoston Bulldogs (soccer) ‏ وCincinnati Riverhawks ‏ وDurham Storm ‏ وغالواي يونايتد ‏ وNotre Dame SC ‏.

## وصلات خارجية
- ريان لوكاس على موقع الاتحاد الدولي (مؤرشف)  (الإنجليزية)
- ريان لوكاس على موقع قاعدة بيانات كرة القدم.إي يو (الإنجليزية)
- ريان لوكاس على موقع ناشيونال فوتبول تيمز (الإنجليزية)